# 8571 Taniguchi
A 8571 Taniguchi (ideiglenes jelöléssel 1996 UX) a Naprendszer kisbolygóövében található aszteroida. Kobajasi Takao fedezte fel 1996. október 20-án.